# Арцер дел Весково (Падова)
Арцер дел Весково је насеље у Италији у округу Падова, региону Венето.
Према процени из 2011. у насељу је живело 41 становника. Насеље се налази на надморској висини од 7 м.